# Terri Windling
Œuvres principales
- L'Épouse de bois

Terri Windling, née le 3 décembre 1958 à Fort Dix au New Jersey, est une dessinatrice, peintre, romancière, essayiste et directrice littéraire américaine de littérature fantasy, spécialisée dans la féerie. Ses œuvres ont été exposées aussi bien en France qu'en Angleterre ou aux États-Unis. Elle a participé entre 2008 et 2010 au projet européen Interreg IV « nos légendes en partages » (« the shared legends project »), collaboration de réalisateurs et d'artistes vivant en Angleterre et en Bretagne.

## Biographie
Terri Windling, qui partage sa vie entre le Devon (Angleterre) et le désert au-dessus de Tucson (Arizona), a joué un rôle majeur dans la définition de la fantasy en tant que littérature aboutie. Après avoir étudié la littérature et le folklore à l'université, elle travaille exclusivement en tant qu'éditrice à New-York dans les années 80, où elle contribue à éditer des romans de fantasy et des nouvelles de Neil Gaiman, Charles de Lint ou Ellen Kushner. Ayant découvert de nombreux auteurs et réalisé d’encore plus nombreuses anthologies (dont les seize premiers volumes de la série Year’s Best Fantasy & Horror qu'elle codirige avec Ellen Datlow), elle se consacre depuis les années 90 à l’écriture d’ouvrages de merveilleux (dont plusieurs en collaboration avec Brian Froud et Wendy Froud) et à la peinture. Elle est l'auteur de plusieurs romans pour la jeunesse, de quelques nouvelles et d'un roman de fantasy, prix Mythopoeic 1997, The Wood Wife, traduit en France chez Les moutons électriques, de même que de plusieurs essais publiés dans des ouvrages de cet éditeur.
Terri Windling est la fondatrice et la codirectrice avec Midori Snyder, du Endicott Studio, organisation consacrée aux arts littéraires, arts graphiques et arts du spectacle ancrés dans le mythe, le folklore, les contes de fées, et les récits traditionnels des peuples du monde entier. Elle est également membre du Mythic Imagination Institute.

## Inspirations
« Quand j'étais enfant, mon livre favori était The Golden Book of Fairy Tales […]. Ce livre a eu un impact important sur moi et depuis je suis une grande fan de contes ! » (Terri Windling)
À l'université, elle découvre les œuvres d'Angela Carter et d'Anne Sexton qui auront un grand impact sur sa carrière : devenue éditrice, elle décide de créer une série d'anthologie consacrée aux contes pour adultes. Mais c'est surtout le livre Faeries de Brian Froud et Alan Lee, publié en 1978, qui lui fait découvrir le folklore féerique et la pousse à étudier le folklore à l'université.

## Œuvres

### Romans traduits en français
- L'Épouse de bois (The wood wife), Les Moutons électriques, coll. Bibliothèque voltaïque, 2010

### Autres romans
- The Changeling (1995)
- Red Rock (1998)
- The Raven Queen (1999)
- A Midsummer Night's Faery Tale  (1999) (avec Wendy Froud)
- The Winter Child  (2001) (avec Wendy Froud)
- The Faeries of Spring Cottage  (2003) (avec Wendy Froud)

### Anthologies
- Blanche neige, rouge sang, Fleuve noir, coll. « Rendez-vous ailleurs », 2002 (Snow White, Blood Red, 1993), 370 p.  (ISBN 2-265-07344-X)Coédité avec Ellen Datlow

### Essais
- La quête des héros : la puissance de transformation des contes de fées, in "Les Sentiers de la Faërie", (dir.) André-François Ruaud, Les moutons électriques, coll. Yellow submarine, 2000
- Hans Christian Andersen, le père des contes de fées, in "Panorama illustré de la fantasy & du merveilleux", (dir.) Olivier Davenas & André-François Ruaud, Les moutons électriques, coll. La bibliothèque des miroirs, 2004
- Le Mouvement préraphaélite : mythes, mysticisme & magie, in "Panorama illustré de la fantasy & du merveilleux", (dir.) Olivier Davenas & André-François Ruaud, Les moutons électriques, coll. La bibliothèque des miroirs, 2004
- Perdu et retrouvé : le héros orphelin, in "Les Nombreuses vies de Harry Potter", André-François Ruaud, Les moutons électriques, coll. La bibliothèque rouge, 2009

### Autres participations
- Lanval, La fée, la Reine et le Chevalier, éditions Artus, 2010